# 12084 Unno
12084 Unno este un asteroid din centura principală de asteroizi.

## Descriere
12084 Unno este un asteroid din centura principală de asteroizi. A fost descoperit pe 22 martie 1998 la Geisei de Tsutomu Seki. El prezintă o orbită caracterizată de o semiaxă mare de 2,58 ua, o excentricitate de 0,09 și o înclinație de 13,4° în raport cu ecliptica.